# آيت كراط (آيت لحسن)
آيت كراط هو دُوَّار يقع بجماعة جحجوح، إقليم الحاجب، جهة فاس مكناس في المملكة المغربية. ينتمي الدوّار لمشيخة آيت لحسن التي تضم 3 دواوير. يقدر عدد سكانه بـ 519 نسمة حسب الإحصاء الرسمي للسكان والسكنى لسنة 2004.

## وصلات خارجية
- البوابة الوطنية للجماعات الترابية
- المندوبية السامية للتخطيط